# Cormansis halictides
Cormansis halictides là một loài ruồi trong họ Asilidae. Cormansis halictides được Walker miêu tả năm 1851. Loài này phân bố ở miền Ấn Độ - Mã Lai.